# Eleanor Sayre
Eleanor Axson Sayre (ur. 26 marca 1916 w Filadelfii, zm. 12 maja 2001 w Cambridge) – amerykańska historyczka i konserwatorka sztuki. Specjalizowała się m.in. w twórczości Francisca Goi.

## Wybrane dzieła
Była autorką lub współautorką artykułów, książek i specjalistycznych katalogów sztuki:
- Goya y el espíritu de la ilustración, z Alfonsem Pérezem Sánchezem, Madryt 1988
- The changing image: prints by Francisco Goya, Boston, 1974
- Late caprichos of Goya. Fragments from a series, Nowy Jork, 1971
- Rembrandt: experimental etcher, Meriden, 1969
- A Christmas book; fifty carols and poems from the 14th to the 17th centuries, Nowy Jork, 1966